# Daniel Marín Vázquez
Daniel 'Dani' Marín Vázquez (nascut l'1 d'agost de 1974 a Barcelona, Catalunya) és un exfutbolista català que jugava com a lateral esquerre.

## Carrera esportiva
Format al CF Damm, va militar en el Mallorca B, Elx, Gramenet, Getafe, Gimnàstic, UE Lleida i Terrassa. Era un especialista en els llançaments a pilota parada. A la Grama va estar la temporada 1998-1999, va jugar 28 partits i va ficar 3 gols i l'equip va acabar 6è. En un partit, quan es complia el minut 20 de la primera part, va patir un cop de manera accidental al nas i davant l'hemorràgia de sang que no parava, va ser retirat al vestidor per a esmenar la ferida. El públic veia com a entrenador de llavors (Ferran Manresa) deixava l'equip amb 10, en no realitzar el canvi. Passaven els minuts, 5, 10, 15 i finalment Dani Marín sortia pel túnel de vestidors per incorporar-se al joc. El seu cosí era Albert Lesan, un dels periodistes de Televisió Espanyola del circuit català, a qui se li veia de manera assídua al nou Municipal.